# 時間廊
時間廊鐘錶有限公司（英語：City Chain Company Limited）是1985年在香港成立的專業手錶連鎖零售店，並為寶光實業旗下成員。時間廊現時分店已遍佈香港、澳門、新加坡、泰國和馬來西亞，並曾在臺灣拓點。
時間廊設立自家品牌代理手錶、手飾、手袋、配飾產品與提供維修服務。近年亦開設多個品牌，包括City Chain PRIMO、C2 by City Chain、C SQUARE by City Chain、Blance managed by City Chain及Digital Factory等。

## 歷史
1985年，時間廊由寶光實業成立。

## 外部連結
- （繁體中文）時間廊 （页面存档备份，存于）